# Fontanile
Fontanile, (Fontanij en piemontès) és un municipi situat al territori de la província d'Asti, a la regió del Piemont (Itàlia).
Limita amb els municipis d'Alice Bel Colle, Castel Boglione, Castel Rocchero, Castelletto Molina, Mombaruzzo, Nizza Monferrato i Quaranti.

## Galeria fotogràfica

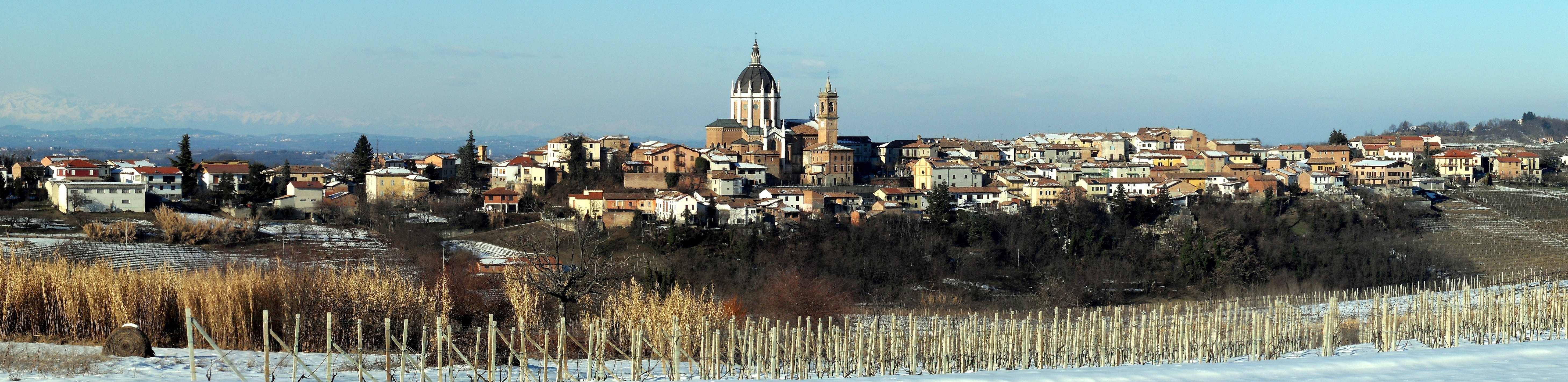
Vista del poble
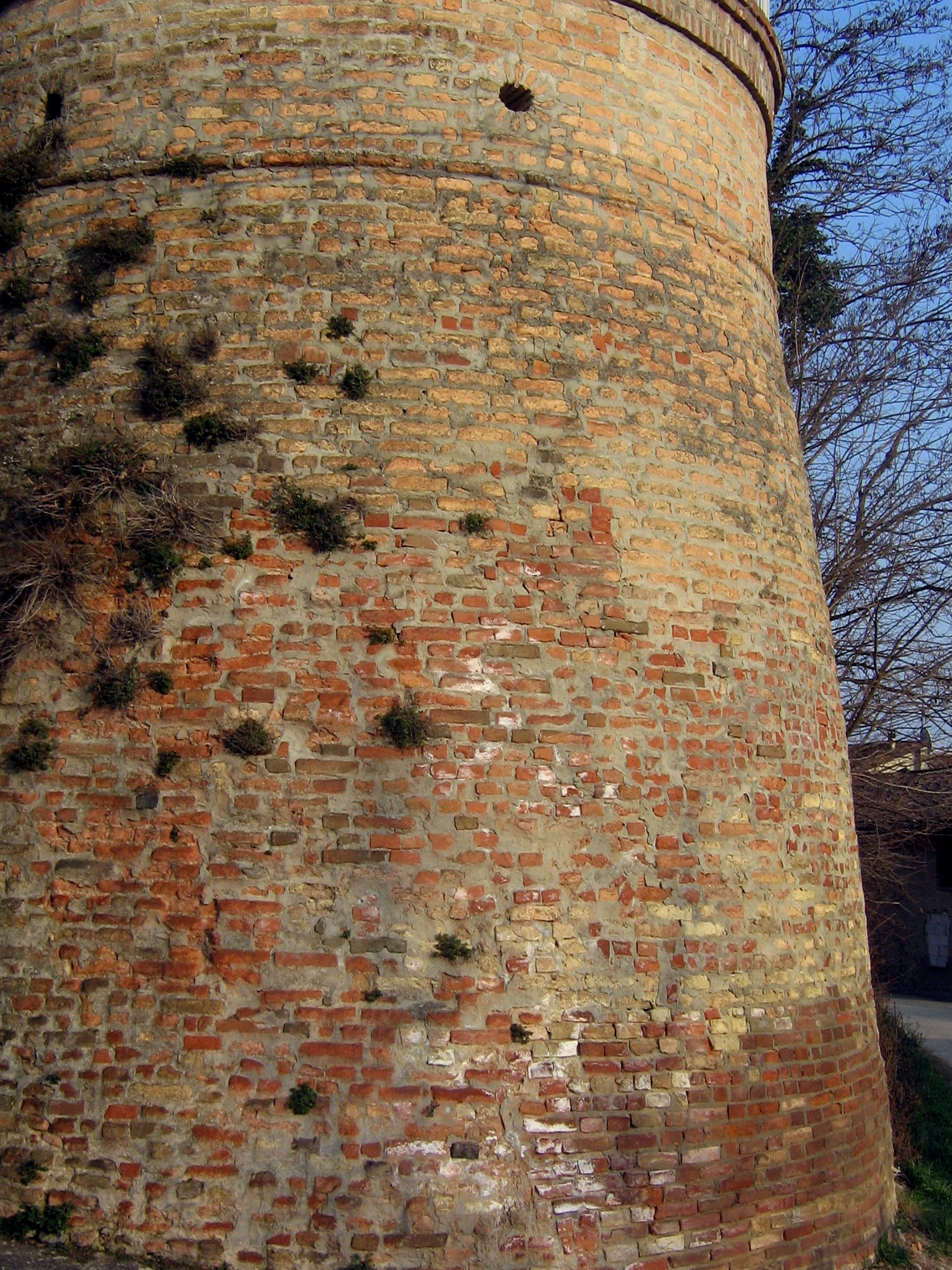
Torre dels Ansaldi
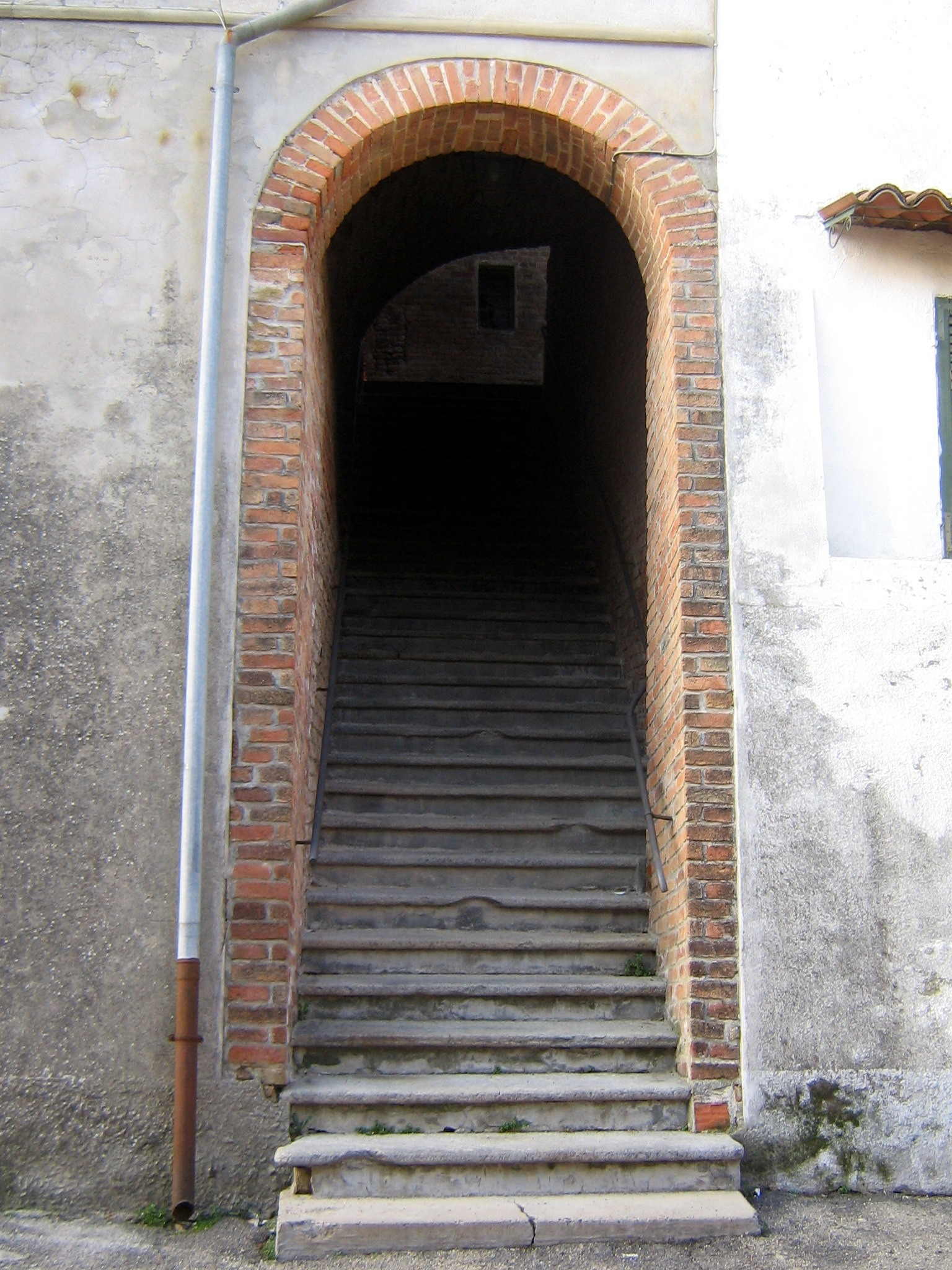
Scalinata San Giuseppe